# Dicyphus globulifer
Dicyphus globulifer, auch Kugelförmige Zweibuckelweichwanze genannt, ist eine Wanzenart aus der Familie der Weichwanzen (Miridae).

## Merkmale
Die Wanzen werden 3,5 bis 4,1 Millimeter lang. Arten der Gattung Dicyphus sind in der Regel anhand äußerer Merkmale schwer zu bestimmen, die Färbung kann aber dennoch dabei behilflich sein. Dicyphus globulifer hat kurze Sporne an den Beinen, die nicht aus schwarzen Punkten entspringen und ihre Fühler sind komplett schwarz. Das Schildchen (Scutellum) hat blass gefärbte Seiten. Die Länge des dritten Fühlergliedes ist kürzer wie der Kopf auf Höhe der Facettenaugen breit ist. Die Sporne an den Schienen (Tibien) der Hinterbeine sind gleich lang wie die Schienen breit sind. Die Art ähnelt Dicyphus annulatus sehr. Männchen und Weibchen sind voll geflügelt (makropter). Die Nymphen sind gelblich gefärbt.

## Vorkommen und Lebensraum
Die Art kommt in fast ganz Europa und auch dem nördlichen Mittelmeerraum und östlich bis in die Kaspische Region und nach Ostsibirien vor. Sie ist in Mitteleuropa weit verbreitet und häufig.
Besiedelt werden verschiedene offene Lebensräume mit unterschiedlicher Feuchtigkeit, seltener beschattete Orte.

## Lebensweise
Die Wanzen saugen an verschiedenen Nelkengewächsen (Caryophyllaceae), insbesondere an Leimkräutern (Silene) wie der Weißen (Silene latifolia) und der Roten Lichtnelke (Silene dioica), Pechnelken (Lychnis)  und Nelken (Dianthus).
Die Imagines überwintern. Die Eiablage erfolgt im Mai nach der Überwinterung und die Imagines sterben kurze Zeit später. Die Nymphen sind vor allem im Juni und Juli zu beobachten, die Adulten der neuen Generation ab Ende Juli bis Oktober. Da Imagines auch im Juni und Nymphen gegen Ende Oktober gefunden wurden, liegt es nahe, dass unter günstigen Bedingungen eine zweite Generation pro Jahr möglich ist.

## Belege